# Massimo Fusarelli
Massimo Fusarelli OFM (* 30. März 1963 in Rom) ist ein römisch-katholischer Ordensgeistlicher. Seit 2021 ist er Generalminister des Franziskanerordens.

## Leben
Fusarelli trat am 28. Juli 1982 der Ordensgemeinschaft der Franziskaner bei. Nach seiner Profess am 8. Januar 1989 empfing er am 30. September 1989 das Sakrament der Priesterweihe. Er studierte Theologie an der Päpstlichen Universität Antonianum, der Ordenshochschule der Franziskaner in Rom, sowie Patristik am Päpstlichen Patristischen Institut Augustinianum, ebenfalls in Rom. 1992 wurde er in Patristik promoviert. Von 1991 bis 1996 lehrte er patristische Theologie am Institut für Religionswissenschaften am Antonianum.
Er war Provinzdefinitor und engagierte sich in der Berufungspastoral und der Weiterbildung. Er war Generalsekretär für Ausbildung und Studium seines Ordens von 2003 bis 2009. Er war Generalvisitator in der Ordensprovinz Neapel und zuständig für den Vereinigungsprozess der Provinzen Norditaliens. Seit 2020 war er Provinzialminister der Provinz St. Bonaventura in der Ordensprovinz Latium und Abruzzen. Zuletzt war er Pfarrer im römischen Stadtviertel Trastevere.
Am 13. Juli 2021 wurde er zum 121. Generalminister des Franziskanerordens gewählt.